# Elezioni parlamentari in Gambia del 2022
Le elezioni parlamentari in Gambia del 2022 si sono tenute il 9 aprile per il rinnovo dell'Assemblea nazionale.
Si è trattato delle seconde elezioni parlamentari dall'insediamento di Adama Barrow alla carica di presidente; l'esito elettorale ha visto la vittoria del Partito Nazionale del Popolo, fondato dallo stesso Barrow nel 2019, con 18 dei 53 seggi contesi (sui 58 totali, di cui 5 componenti di nomina presidenziale).

## Risultati
| Liste                                                                    | Voti    | %     | Seggi |
| ------------------------------------------------------------------------ | ------- | ----- | ----- |
| Partito Nazionale del Popolo                                             | 143 826 | 29,19 | 18    |
| Partito Democratico Unito                                                | 138 176 | 28,04 | 15    |
| Congresso Democratico del Gambia                                         | 33 882  | 6,88  | –     |
| Organizzazione Democratica del Popolo per l'Indipendenza e il Socialismo | 24 683  | 5,01  | 2     |
| Alleanza Patriottica per il Riorientamento e la Costruzione              | 15 710  | 3,19  | 2     |
| Partito di Riconciliazione Nazionale                                     | 14 153  | 2,87  | 4     |
| Alleanza Cittadina                                                       | 8 682   | 1,76  | –     |
| Congresso Morale del Gambia                                              | 2 531   | 0,51  | –     |
| Partito dell'Unità Nazionale                                             | 1 257   | 0,26  | –     |
| Partito Progressista del Popolo                                          | 1 168   | 0,24  | 2     |
| Gambia per Tutti                                                         | 1 151   | 0,23  | –     |
| Partito di Tutti i Popoli                                                | 294     | 0,06  | –     |
| Indipendenti                                                             | 107 232 | 21,76 | 12    |
| Totale                                                                   | 492 745 | 100   | 53    |

| Riepilogo dei seggi | Riepilogo dei seggi | Riepilogo dei seggi | Riepilogo dei seggi | Riepilogo dei seggi | Riepilogo dei seggi | Riepilogo dei seggi |
| ------------------- | ------------------- | ------------------- | ------------------- | ------------------- | ------------------- | ------------------- |
|                     |                     |                     |                     |                     |                     |                     |
| PDOIS               | 2                   | ▼ 2                 |                     | UDP                 | 15                  | ▼ 16                |
| Indipendenti        | 12                  | ▲ 11                |                     | NPP                 | 18                  | Nuovo               |
| NRP                 | 4                   | ▼ 1                 |                     | APRC                | 2                   | ▼ 3                 |
| GDC                 | 0                   | ▼ 5                 |                     | PPP                 | 0                   | ▼ 2                 |